# 运-9
运-九（Y-9）是由陕西飞机工业（集团）有限公司开发中的中型中程战术运输机，载重为20吨级，由运-8三類平台发展而来，本系列与美国老当益壮的C-130J升級计划类似。

## 開發
运-9由运-8III類平台发展而来，並在2010年首飛，2012年服役，2017年形成作戰能力。

## 設計
与运八相比，在各部位做了如下改进：
- 動力方面换装涡桨-6C发动机，六叶复合材料螺旋桨，最大功率由4500马力提高到5100马力。耗油率下降。较大改善了高温、高原起降性能。飞机最大起飞重量由61吨提高到65吨。飞机载重由15吨提高到20吨，在拉萨机场最大载重从5吨提高到15吨。
- 氣動方面布局大體與運-8仍舊相似，安東諾夫航空科學技術聯合體為運-9的機頭、後機身、垂尾、平尾改進提供了設計支援，在材料上則提高了机翼静强度，恢复采用机翼整体油箱，载油量从14吨提高到23吨，航程由3100公里增加到5000公里。留空由不足7小时提高到10小时。
- 駕駛艙設計變化較大，换装了先进航电系统，玻璃駕駛艙，改进座舱环境，減少人員。
- 內部空間方面货舱长度由15.7米增加到16.2米，货舱高度又改回了2.6m，翼下部分货舱高度也从2.25m回升到2.35m，最小货舱宽从3m略有提升到3.2m，容积增大。

## 型號
- 運-9
- 運-9E，出口型。
- 运-9YL，醫療救援機。

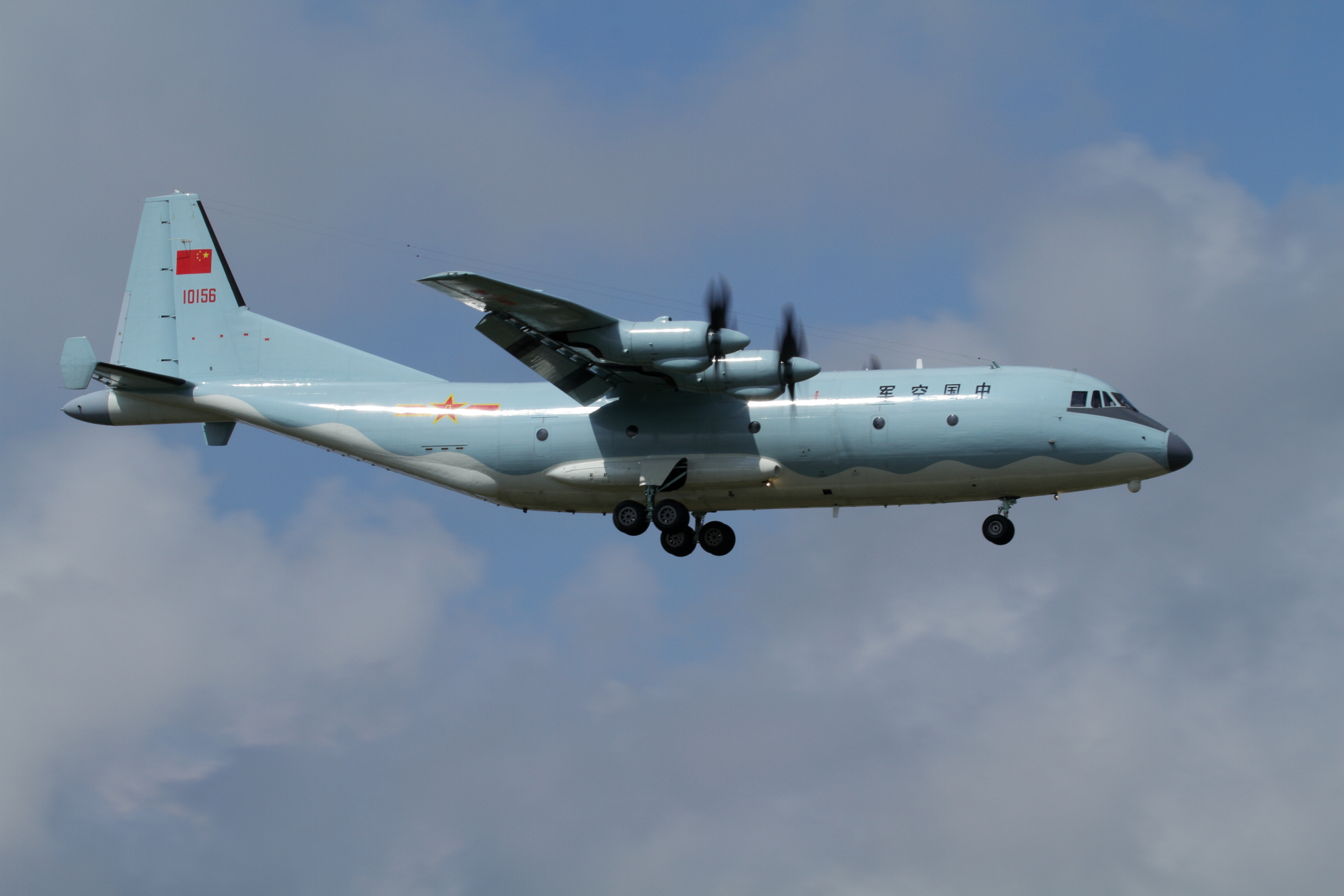
運-9

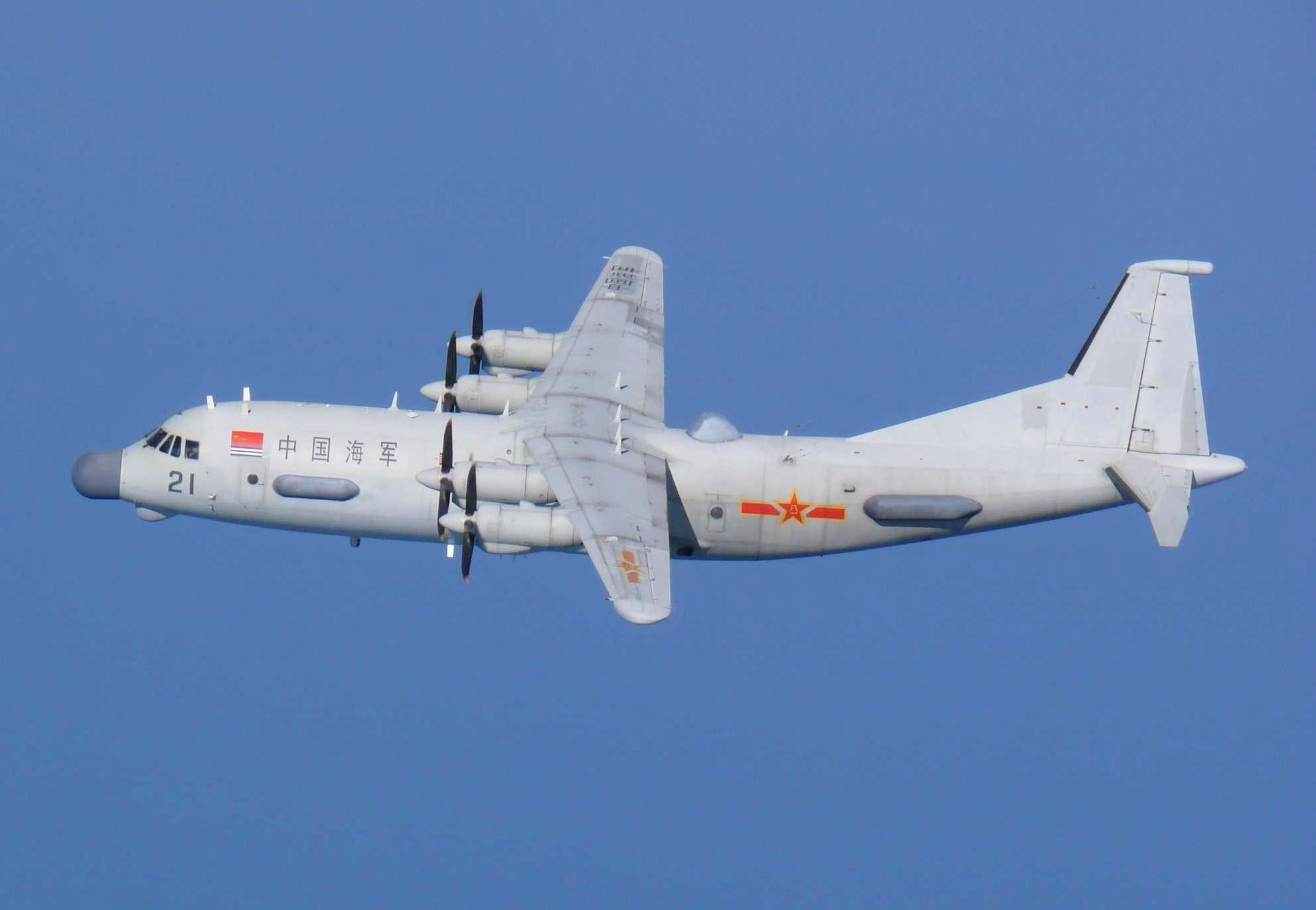
中國人民解放軍海军航空兵高新8號

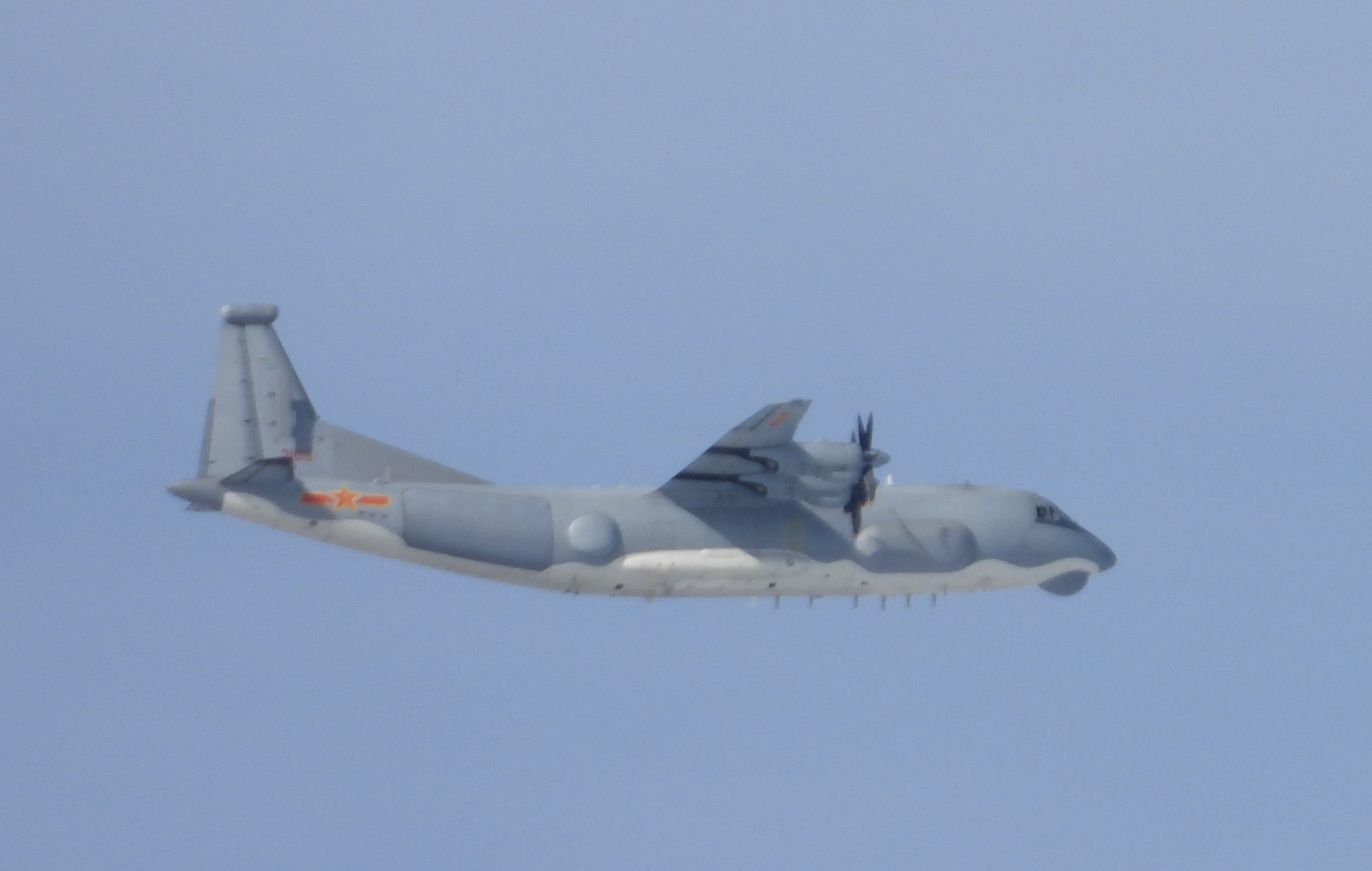
中國人民解放軍空军的運-9G

- 运-9JB（高新8号），海军情報收集飞机（二代）。
- 运-9XZ（高新9号），空军心理战飞机（二代）。
- 运-9W（高新10号），空警500预警机。
- 运-9G（高新11号），空军电子战飞机（二代）。
- 运-9DZ（高新12号），空军電子偵察机。
- 運-9LG（高新13號），空軍电子战飞机（三代）。
- 運-9Q（高新14號），海軍反潛機（二代）。
- 運-9?（高新15號）

## 使用国
- 中国
  - 中國人民解放軍空軍
  - 中國人民解放軍海軍
- 纳米比亚
  - 納米比亞空軍（英语：Namibian Air Force）

## 性能参数
参考资料：sinodefence
基本信息
- 机组：3-4
- 容量：106個重裝兵/132個空降兵/9个空投棧板

性能

## 現役軍用運輸機貨運能力比較
| 機型        | 最大載重（噸） | 貨艙長度          | 貨艙寬度         | 貨艙高度         |
| ----------- | -------------- | ----------------- | ---------------- | ---------------- |
| An-124      | 150            | 36（118英尺）     | 6.4（21英尺）    | 4.4（14英尺）    |
| C-5M        | 127.5          | 37（121英尺）     | 5.8（19英尺）    | 4.1（13英尺）    |
| An-22       | 80             | 32.7（107英尺）   | 4.44（14.6英尺） | 4.44（14.6英尺） |
| C-17        | 77.5           | 26.83（88.0英尺） | 5.49（18.0英尺） | 3.76（12.3英尺） |
| Y-20B       | 66             | 20（66英尺）      | 4（13英尺）      | 4（13英尺）      |
| Il-76MD-90A | 60             | 20（66英尺）      | 3.4（11英尺）    | 3.4（11英尺）    |
| A400M       | 37             | 17.71（58.1英尺） | 4（13英尺）      | 3.85（12.6英尺） |
| C-2         | 36             | 16（52英尺）      | 4（13英尺）      | 4（13英尺）      |
| C-390       | 26             | 18.5（61英尺）    | 3（9.8英尺）     | 3.4（11英尺）    |
| Y-9         | 20             | 16.2（53英尺）    | 3.2（10英尺）    | 2.6（8.5英尺）   |
| C-130J-30   | 19.8           | 16.76（55.0英尺） | 3.02（9.9英尺）  | 2.74（9.0英尺）  |

## 参見
相关开发
- An-12
- 運-8
- 空潛-200
- 空警-200
- 空警-500

类似型号
- C-130
- C-130J運輸機
- C-160（英语：C-160）